# Mike Bailey
Ne doit pas être confondu avec Mike Bailey (catch).
Pour les articles homonymes, voir Bailey.
Michael James Bailey dit Mike Bailey est un acteur britannique né le 6 avril 1988 à Bristol. 
Il joue notamment le rôle de Sid Jenkins dans la série britannique Skins.

## Biographie
Mike Bailey étudie à la Downend School (en)  avant de s'orienter dans les arts du spectacle à Bristol. Par la suite, il travaille notamment pour Topman (en), chaîne de vêtements britannique.

## Carrière
De 2007 à 2008, Mike Bailey interprète Sidney Jenkins dans les deux premières saisons de la série télévisée britannique Skins. Bailey obtient l'award du « meilleur artiste solo » aux NME Awards 2007 aux côtés Hannah Murray qui interprète Cassie Ainsworth dans Skins.
En 2012, il est à l'affiche du film We Are The Freaks aux côtés de Sean Teale qui prête ses traits au personnage de Nick Levan dans les saisons 5 et 6 de Skins. 
Il a depuis mis un terme à sa carrière d'acteur et est aujourd'hui professeur d'art dramatique dans un lycée.  

## Filmographie

### Long-métrage
- 2013 : We Are the Freaks de Justin Edgar : Parsons

### Séries
- 2007-2008 : Skins : Sid Jenkins
- 2007 : Skins : The Lost Weeks : Sid Jenkins
- 2009 : 1066 The Battle for Middle Earth : Tofi (2 épisodes)
- 2017 : Hers and History : Luke (8 épisodes)

### Courts-métrages
- 2009 : Three Moments in Heaven de Ian Buchan : Jamie
- 2017 : Faulty de Tony Hagger : Nigel